# Дева Дуная (опера)
«Дева Дуная» (иначе «Дунайская русалка»; нем. «Das Donauweibchen») — опера-феерия австрийского композитора Ф. Кауэра по пьесе К. Ф. Генслера «Дунайская нимфа». Жанр оперы относится к героико-романтическому зингшпилю.
Время написания оперы датируется по-разному: в некоторых источниках значится 1792 год; в некоторых — 1795; в некоторых— 1798 год.
Опера получила высокое признание и обошла многие музыкальные сцены Европы первых лет 19 века. Современная музыкальная критика определяет её как «балаганную феерию» с «фарсовым характером», что мало вяжется с «романтическим трепетом».

## Сюжет
В основу положена немецкая легенда о бедной девушке Лорелее и её любви к богатому рыцарю, предавшему её. Лорелея от невыносимого горя бросилась со скалы Лорелей в Рейн и превратилась в русалку.
Однако общий сюжет представляет собой не трагедию, а комедию: русалочью жизнь на речном дне и в водной стихии.

## Краткий исторический очерк
В 1803 году с несколько изменённым либретто её постановка прошла в Санкт-Петербурге в России. Переделка либретто была осуществлена Краснопольским. Краснопольский преобразил западноевропейский Дунай в восточноевропейский Днепр, несколько видоизменил пьесу К. Ф. Генслера и придал славянскую форму именам персонажей: в общих чертах сюжет представлял драму простой крестьянской девушки Лесты, ставшей повелительницей русалок, и её возлюбленного, князя Видостана; в образе комического персонажа предстал слуга Тарабар. Музыкальную русификацию с дополнением русских мотивов сделал С. И. Давыдов. Опера Кауэра под названием «Днепровская русалка» была поставлена в 1803 году в Петербурге. Театральная энциклопедия неверно называет постановку 1803 года «Леста, днепровская русалка», тогда как это название относится к третьей (позднейшей) опере на тот же сюжет.
С постановкой русифицированного зингшпиля Кауэра было тесно связано развитие оперного искусства в России: она положила начало «романтическому стилю» на сцене русского музыкального театра. Успех у публики послужил тому, что С. И. Давыдов написал её продолжение. Опера Давыдова под названием «Леста, днепровская русалка» с успехом была поставлена в Петербурге в 1805 году. Затем, когда Давыдов был смещен с должности главного капельмейстера императорских театров, к работе присоединился новый капельмейстер К. А. Кавос. Он стал автором второй редакции оперы по этому же сюжету, поставленной в 1807 году под названием «Русалка». Таким образом, Давыдов и Кавос (оба при участии драматурга Н. Краснопольского) создали свои продолжения оперы.
Существуют разночтения во мнениях по музыкальному авторству русских продолжений оперны. Какие-то из источников говорят, что основная работа была проделана Давыдовым, какие-то — утверждают совместное авторство Давыдова и Кавоса.
Третья опера, уже оригинально созданная в сотрудничестве Краснопольским и Давыдовым (возможно, также при участии Кавоса), называлась «Леста, днепровская русалка» и считалась самой успешной работой в творчестве Давыдова. Удачна была и постановка: стиль музыки С. И. Давыдова, танцы в хореографии балетмейстера А. Огюста, разделяющие оперные сцены, сценографические технические трюки — все это являло настоящее европейское зрелище.
Цикл опер Кавоса и Давыдова был издан в 1804—1806 гг.. Всего было издано четыре оперы с продолжениями; в 1807 г. Давыдов написал музыку к последней, четвёртой части «Русалки» на уже совершенно самостоятельный текст А. Шаховского, но музыка её утеряна.
Известные оперы:
- 1804 — «Дунайская русалка» Ф. Кауэра
- 1805 — «Леста, днепровская русалка» С. И. Давыдова
- 1807 — «Русалка» С. И. Давыдова или К. Кавоса

Эти разные «Русалки», имевшие единую начальную точку — оперу Кауэра, остававшуюся главной и основной среди них, — заняли большое место в русском репертуаре. Театральные историки отмечают, что сценическая «Русалка» была несколько тяжеловесна, утеряв свойственную музыке лёгкость за счёт чрезмерной машинной техники. Тем не менее у зрителя представление пользовалось немалым успехом.

## Рецепция оперы в России
Опера Кауэра стала самой частой постановкой русского оперного театра начала XIX в. и продержалась на российской сцене до его середины — покинув в конце концов Петербургскую сцену, опера благополучно продолжала сценическую жизнь на московской и в провинциальных театрах. Писатель В. Ушаков в 1829 г. сетовал по поводу неизменяемости тамошних репертуаров, что «Русалку» «до сих пор предпочитают у нас» «большой опере»; ему вторил А. Серов: «Что ж делать! Они отстали от нас по музыкальным делам лет на 50, если не больше».
О популярности оперы в России свидетельствуют и обращения к ней в русской литературе. Именно арию из первой части оперы Кауэра / Давыдова упоминает Пушкин в «Евгении Онегине»:
И запищит она (Бог мой!)
Приди в чертог ко мне златой!.. 
("Евгений Онегин", II.12)
Многие музыкальные части из «Днепровской русалки» в России нередко исполнялись отдельно. В частности, Л. Н. Толстой в повести «Детство» вспоминает, как впервые танцевал на балу под кадриль из этой оперы.

## Рецепция оперы в зарубежной литературе
Увертюра из зингшпиля Кауэра упоминается в сказке Э. Т. А.  Гофмана "Золотой горшок":
"... Хотел я отпраздновать светлый День Вознесения как следует, в веселии сердца. Мог бы я, как и всякий другой гость в Линковых купальнях, восклицать с гордостью: „Человек, бутылку двойного пива, да лучшего, пожалуйста!“ Я мог бы сидеть до позднего вечера, и притом вблизи какой-нибудь компании великолепно разряженных, прекрасных девушек. Я уж знаю, как бы я расхрабрился; я сделался бы совсем другим человеком, я даже дошёл бы до того, что когда одна из них спросила бы: „Который теперь может быть час?“ или: „Что это такое играют?“ — я вскочил бы легко и прилично, не опрокинув своего стакана и не споткнувшись о лавку, в наклонном положении подвинулся бы шага на полтора вперёд и сказал бы: „С вашего позволения, mademoiselle, это играют увертюру из „Девы Дуная“, или: „Теперь, сейчас пробьёт шесть часов“...